# Claudio Carrizo
Claudio Felipe Carrizo Viviani (Santiago, 28 de mayo de 1975-Santiago, 22 de diciembre de 2024) fue un músico chileno.

## Biografía
En 1997, Carrizo alcanzó reconocimiento en la escena musical chilena al ser galardonado con la Gaviota de Plata durante el XXXVIII Festival Internacional de la Canción de Viña del Mar, donde se distinguió en la categoría de Mejor Intérprete de la competencia internacional. Ese mismo año interpretó el tema principal Aventura es mi vida, de la teleserie Playa salvaje de Canal 13. Posteriormente, se unió al equipo técnico de Televisión Nacional de Chile (TVN), desempeñándose como productor del programa Rojo Fama Contrafama. Su carrera continuó avanzando al asumir la producción de otros programas como Calle 7 y la versión chilena de la telenovela Floribella. Además, tuvo un papel destacado en la producción de la transmisión televisiva de la Teletón 2014.
En 2012, Claudio Carrizo participó en la producción del álbum Mentiras sinceras del cantante español Álex Ubago, durante el cual ambos colaboraron en la composición de la canción titulada Detrás de un cristal. Asimismo, en sus múltiples composiciones destacan la realización de canciones para el grupo mexicano Banda El Recodo, con la canción No puedo estar sin tu amor del álbum Por ti, además de obras para el cantante chileno Luis Jara y de los músicos que saltaron a la fama con el programa Rojo, como Mario Guerrero, Daniela Castillo y Carolina Soto.
Carrizo también incursionó en el doblaje de series de anime al español de Hispanoamérica, tales como en los temas de apertura y cierre de Kinnikuman y Gakkyu-oh Yamazaki, como también en las aperturas de Taiho Shichauzo y Tenchi Muyō!
En 2024, Carrizo fue el encargado de la musicalización de las adaptaciones de las telenovelas El señor de La Querencia y Nuevo amores de mercado, ambas transmitidas por Mega.
Falleció en Santiago[cita requerida] el 22 de diciembre de 2024 a los 49 años.

## Vida personal
En 2004 contrajo matrimonio con la escritora Connie Achurra, con quien tuvo dos hijas y luego se divorció.